# Eupithecia propagata
Eupithecia propagata là một loài bướm đêm trong họ Geometridae.